# Клиновой, Алексей Михайлович
Алексе́й Миха́йлович Клиново́й (1916—1992) — старшина Советской Армии, участник Великой Отечественной войны, Герой Советского Союза (1943).

## Биография
Родился 7 (20) февраля 1916 года в селе Правокумское (ныне — Левокумский район Ставропольского края). Получив начальное образование, работал чабаном в колхозе. В 1941 году был призван на службу в РККА. Участвовал в битве за Кавказ. К сентябрю 1943 года красноармеец Алексей Клиновой был сапёром 116-го инженерного батальона 37-й армии Степного фронта. Отличился во время битвы за Днепр.
За период с 28 сентября по 6 октября 1943 года Клиновой переправил на западный берег Днепра в районе села Солошино Кобелякского района Полтавской области Украинской ССР 19 артиллерийских орудий, 30 автомашин, 1130 бойцов и командиров, около 80 тонн боеприпасов. Паром был два раза повреждён, но Клиновой успешно устранял повреждения.
Указом Президиума Верховного Совета СССР от 20 декабря 1943 года за «мужество, отвагу и героизм, проявленные в борьбе с немецкими захватчиками», красноармеец Алексей Клиновой был удостоен звания Героя Советского Союза с вручением ордена Ленина и медали «Золотая Звезда» за номером 3153. Был также награждён орденами Отечественной войны I-й и II-й степеней и медалями.
В дальнейшем Клиновой участвовал в форсировании Днестра и Одера. В 1946 году в звании старшины он был демобилизован. Вернулся в Ставропольский край, где работал сначала в колхозе в селе Нартово в Осетии, затем переехал в посёлок Иноземцево. 
Умер 31 июля 1992 года.